# Сагайдачное (Херсонская область)
Сагайдачное (укр. Сагайдачне; до 2024 — Максима Горького) — село в Новорайской сельской общине Бериславского района Херсонской области Украины.
Почтовый индекс — 74310. Телефонный код — 5546. Код КОАТУУ — 6520683601.

## Население
Население по переписи 2001 года составляло 645 человек.

### Языковой состав
Родной язык населения по данным переписи 2001 года:
| Язык       | Численность, чел. | Доля     |
| ---------- | ----------------- | -------- |
| Украинский | 617               | 95,66 %  |
| Русский    | 27                | 4,19 %   |
| Другое     | 1                 | 0,15 %   |
| Итого      | 645               | 100,00 % |